# 董昭
董 昭（とう しょう、156年 - 236年）は、中国後漢末期から三国時代にかけての政治家。字は公仁。兗州済陰郡定陶県の人。子は董冑。弟は董訪。『三国志』魏志「程郭董劉蔣劉伝」に伝がある。許遷都や魏建国などを献策し、曹操の覇業を政略面から支えた。

## 経歴

### 熟練した策略家
孝廉に推挙され、廮陶県長・柏人県令に任じられた。その後袁紹の参軍事となった。
界橋の戦いの時、鉅鹿太守の李邵や郡の上級官吏は、勢いの盛んな公孫瓚に味方しようとした。董昭は袁紹の命令で鉅鹿太守を兼ね、計略を用いて鉅鹿郡を平定し、袁紹に称賛された。魏郡でも反乱が起きて太守の栗攀が殺害され、またしても董昭は袁紹の命令で魏郡太守を兼ねた。魏郡には数万の賊がいたが、董昭は離間計を用いてこれを平定した。
弟が張邈の幕下であったため、張邈と不仲になった袁紹は讒言を聞き入れ、董昭を処罰しようとした。董昭は出奔し朝廷に仕えようとしたが、張楊に引き止められた。当時兗州を治めていた曹操は張楊に使者を送り、長安へ行くため領内の通行を認めてもらおうとしたが、張楊は許さなかった。董昭は曹操の才能を認めていたため、誼を通じておくよう張楊に進言した。張楊はこれを受け入れ、上表して曹操を推薦した。
196年、献帝が長安を脱出し東遷した際、董昭は朝廷に赴き議郎に任命された。張楊・韓暹・楊奉・董承の諸将が不仲になると、楊奉を唆し曹操を頼るよう勧め、曹操に鎮東将軍・費亭侯を得させた。この時、自身も符節令に任じられた。曹操が洛陽に到着すると、董昭は曹操に楊奉を騙して許に遷都するよう進言し、献帝を許都に移す策略を提案した。曹操はその策を採用し、楊奉が遅参している間に献帝を許都に移した。献帝が曹操の庇護下に置かれると曹操に仕え、198年には河南尹となった。

### 魏の建国に尽力
旧主の張楊が部下の楊醜に殺害され、張楊の長史であった薛洪や河内太守の繆尚は袁紹を頼っていた。董昭は曹操の命令で単身入城し、説得して袁紹から曹操に鞍替えさせた。曹操は袁紹から冀州牧を剥奪し、董昭を冀州牧とした。
程昱や郭嘉と同じく劉備の危険性を見抜いていたが、曹操は進言を受け入れなかった。果たして劉備は徐州刺史車冑を殺害して反旗を翻した。曹操は劉備を撃破し、董昭を徐州牧に転任させた。
顔良が東郡に侵攻した際、再び魏郡太守に任命された。袁紹の死後、袁尚との戦いでは敵側の魏郡太守を降伏させ、鄴が平定されると諫議大夫に任命された。
曹操が袁兄弟を追って烏桓へ遠征した（白狼山の戦い）際は、平虜・泉州の運河を整備して兵糧輸送を支援する策を立てた。この功で千秋亭侯に封じられ、郭嘉の後任として軍師祭酒に任命された。
後に董昭は五等爵制の復活を進言した。曹操が九錫を得て魏公・魏王となったのも、全て董昭が創案したことであった。
219年、関羽が樊城の曹仁を攻めた（樊城の戦い）際は、孫権の漢王朝臣従をわざと両陣営に知らせる計略を提案し、徐晃に実行させ、関羽を敗走させた。

### 魏の重臣
220年、曹丕が魏王になると将作大匠に任じられ、魏の初代皇帝に即位すると右郷侯・大鴻臚となった。
221年、弟が所領の一部を分け与えられ関内侯になると、自身も侍中に転じた。同時期に侍中に任命された者に蘇則がおり、蘇則は漢王朝への忠誠心が強い人物であったため、魏建国のために働いた董昭を嫌悪した（蘇則伝）。
222年、夏侯尚らが江陵を攻めた際には、深入りは危険なのですぐに撤退させるよう進言した。これは的を射た進言であったため、曹丕は董昭の軍略を張良・陳平に匹敵すると激賞した。224年、都郷侯・太常となり、光禄大夫・給事中に転任した。
曹丕の呉遠征に随行し、帰還後の226年に太僕となった。同年のうちに曹叡が即位すると、楽亭侯・衛尉になり千戸の所領を得た。子にはそのうち百戸が分け与えられ、関内侯となっている。
230年には司徒代行となり、232年には正式な司徒となった。軽佻浮薄の輩が世に跳梁跋扈しており、これを除くべきだと曹叡に上奏したため、多くの者が官職を追放された。
236年に81歳で死去し、定侯と諡された。子の董冑が後を継ぎ、太守や九卿を歴任した。
陳寿は董昭を程昱・郭嘉・劉曄・蔣済と並べ、荀攸と同じく謀略に優れた策士だが、荀攸と違って徳業はなかったと評している。

## 三国志演義
小説『三国志演義』では、献帝の洛陽帰還の時に登場する。菜食主義者であり、飢饉の時でも血色が良いのはこのためだと、自ら語る場面がある。